# Burni Gempil
Burni Gempil är ett berg i Indonesien.   Det ligger i provinsen Aceh, i den västra delen av landet, 1 600 km nordväst om huvudstaden Jakarta. Toppen på Burni Gempil är 1 786 meter över havet, eller 91 meter över den omgivande terrängen. Bredden vid basen är 2,1 km.
Terrängen runt Burni Gempil är bergig söderut, men norrut är den kuperad.Runt Burni Gempil är det mycket glesbefolkat, med 2 invånare per kvadratkilometer. I omgivningarna runt Burni Gempil växer i huvudsak städsegrön lövskog.